# セクシーロックンローラー
「セクシーロックンローラー」は、西城秀樹の21枚目のシングル。1977年6月5日にRCAから発売された。

## 解説
前作「ブーメランストリート」に続き、作詞は阿久悠、作曲は三木たかしである。
オリコンでは最高位7位（100位内12週）、13.8万枚のセールスに止まった。

## 収録曲
（全作詞：阿久悠／作曲：三木たかし／編曲：萩田光雄）
1. セクシーロックンローラー（3:41）
2. 指環のあと（4:18）

## この頃のできごと
- 1977年7月5日〜7月28日 - 日生劇場でのミュージカル『わが青春の北壁』に主演する[4][5]。
- 1977年8月27日 - 第4回大阪球場コンサート「ヒデキ・イン・スタジアム“真夏の夜のコンサート”」を開催した。